# Rocco Casalino
Rocco Casalino (Frankenthal, 1º luglio 1972) è un giornalista italiano; già funzionario di governo, è stato portavoce e capo dell'ufficio stampa del Presidente del Consiglio Giuseppe Conte nei governi Conte I e II.

## Biografia
Nato nell'allora Germania Ovest in una famiglia di origine pugliese di Ceglie Messapica (BR), vi rimane per sedici anni fino a studiare ad un liceo classico; otterrà poi un diploma tecnico commerciale in Puglia. Studia all'Università di Bologna laureandosi in ingegneria elettronica con specializzazione in ingegneria gestionale. Con la candidatura alle primarie del Movimento 5 Stelle per le elezioni regionali in Lombardia del 2013 dichiara nel proprio curriculum vitae di aver conseguito un master in business administration (MBA) nel 2000 (lo stesso anno in cui aveva preso parte al Grande Fratello) presso la Shenandoah University a Winchester, nello stato della Virginia, negli Stati Uniti d'America; il titolo, che compariva anche in un profilo presente su LinkedIn (di cui Casalino stesso smentisce la proprietà), è stato smentito dalla stessa università e anche da Casalino stesso.

### Carriera televisiva
Rocco Casalino acquisisce notorietà pubblica nel 2000 con la partecipazione alla prima edizione del reality show Grande Fratello, motivandola nel provino video e nell'intervista ufficiale con il suo "riuscire molto bene a socializzare" e il suo "essere maledettamente esibizionista e voyeur" (anche se, anni dopo e in un'altra occasione, ammetterà la sua timidezza); conclude venendo eliminato alla penultima puntata e classificandosi al quarto posto. In seguito, entrato a far parte dei numerosi personaggi gestiti da Lele Mora, interviene come ospite e opinionista in diverse trasmissioni televisive e talk show condotti soprattutto da Maurizio Costanzo, come Buona Domenica e Buon Capodanno. Celebri le sue focose liti al limite del contatto fisico con personaggi come Platinette e Solange soprattutto per il suo non dichiarare la propria omosessualità (successivamente dichiarerà invece di essere bisessuale e di desiderare un figlio tramite surrogazione di maternità), e con Tina Cipollari. Frequenta anche un corso di recitazione a Milano presso la scuola Centro Teatro Attivo.
Nel 2004 ospite del corso di giornalismo della Provincia di Milano tenuto dal giornalista Enrico Fedocci rivolgendosi agli studenti che avevano il compito di intervistarlo come esercitazione disse: "Fra 10 anni sarò il vostro capo" e svelò che durante il Grande Fratello aveva cercato di manipolare gli altri concorrenti e le nomination.
Dal 2004 al 2007 conduce su Telelombardia il programma mattutino di informazione, attualità e news Buongiorno Lombardia. Nel 2007 diviene giornalista professionista, iscritto all'ordine della Regione Lombardia. Da gennaio 2008 è per alcuni mesi l'inviato speciale di Versus, programma di attualità condotto da Lamberto Sposini sull'emittente pugliese Telenorba. Successivamente conduce fino al 2011 sul canale Sky 847 Betting Channel, canale tematico interamente dedicato al mondo del gioco d'azzardo, la rubrica quotidiana preserale e serale Betting Blog, coadiuvato dai giornalisti Giovanni Gentile e Dario Martucci.

### Carriera politica
Si avvicina alla politica da giovane aderendo a Rifondazione Comunista.

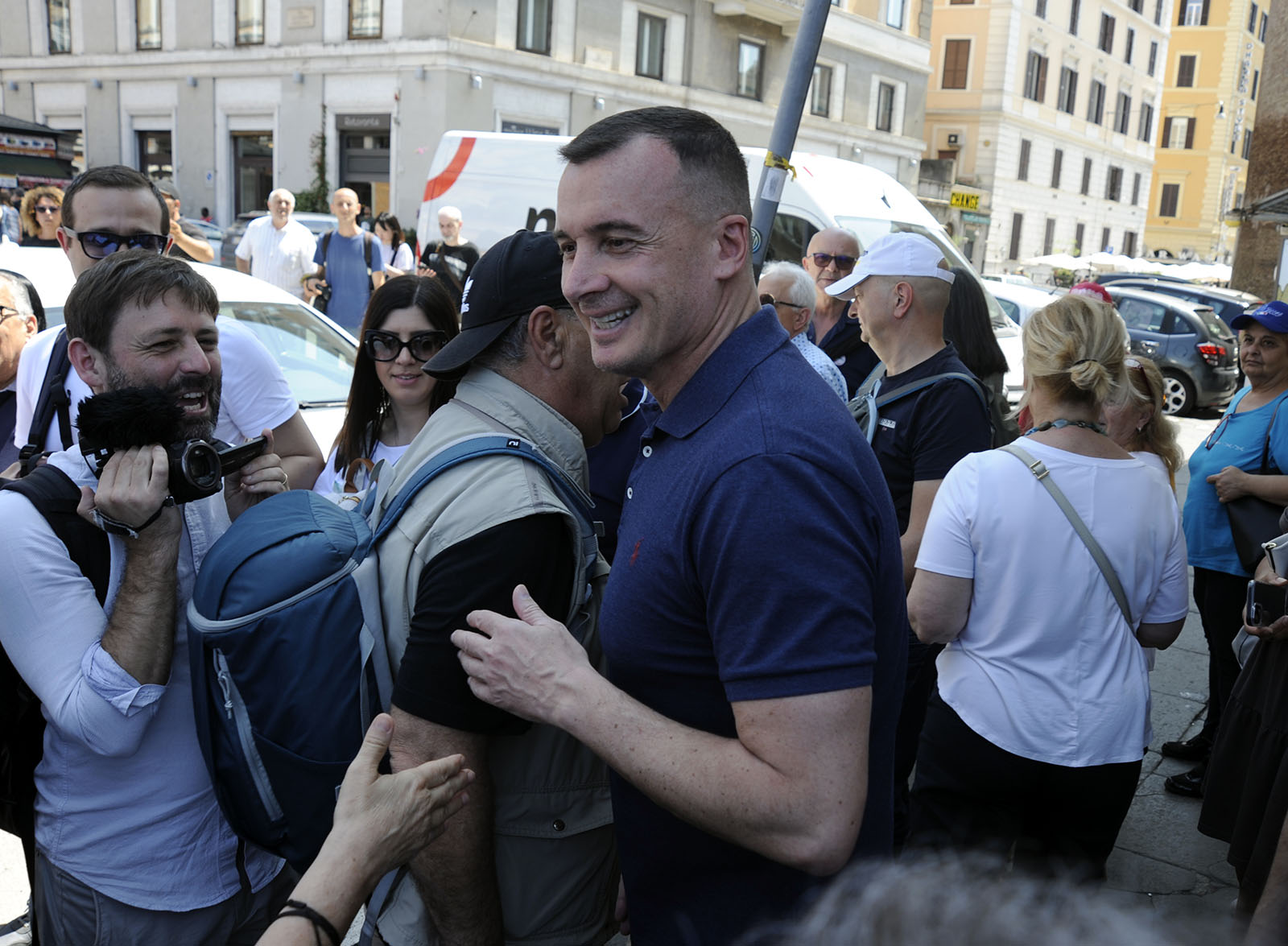
Rocco Casalino alla manifestazione 5 Stelle a Roma 2023

Dal 2011 incomincia la sua militanza nel Movimento 5 Stelle. Nel 2012 si candida alle elezioni regionali lombarde dell'anno successivo, ritirando poi la candidatura per contestazioni sul web dei sostenitori del Movimento e per polemiche interne. A marzo 2013, in seguito alle elezioni politiche di fine febbraio, che portano per la prima volta esponenti del partito in Parlamento, viene ingaggiato Claudio Messora quale responsabile della comunicazione del gruppo parlamentare al Senato; Casalino è il suo vice. Dopo le elezioni europee di maggio 2014, che fruttano 17 seggi al Movimento, l'incarico viene esteso anche presso il Parlamento europeo in sostituzione di Messora.
Nel 2014 Casalino diviene responsabile per la comunicazione coi media al Senato della Repubblica per il gruppo parlamentare del partito, nonché "portavoce" del medesimo gruppo. È inoltre "coordinatore della comunicazione nazionale, regionale e comunale del Movimento 5 Stelle".
Dal 2018 al 2021 è stato portavoce e capo dell'ufficio stampa del Presidente del Consiglio Giuseppe Conte durante il governo Conte I e il governo Conte II, diventando una sorta di spin doctor della comunicazione politica del Movimento 5 Stelle.
Nel luglio del 2022 il capogruppo M5S alla Camera Davide Crippa non gli rinnova il contratto da capo della comunicazione  e così continuerà a collaborare solo con il gruppo al Senato.
Riacquisisce poi un ruolo centrale curando la campagna elettorale delle elezioni politiche anticipate del 25 settembre 2022 dopo aver rinunciato a candidarsi in prima persona.

## Programmi televisivi
- Grande Fratello (Canale 5, 2000) – Concorrente
- Buongiorno Lombardia (Telelombardia, 2004-2007)
- Versus (Telenorba, 2008) – Inviato
- Betting Blog (Betting Channel, 2008-2011)